# 岡崎市額田センター

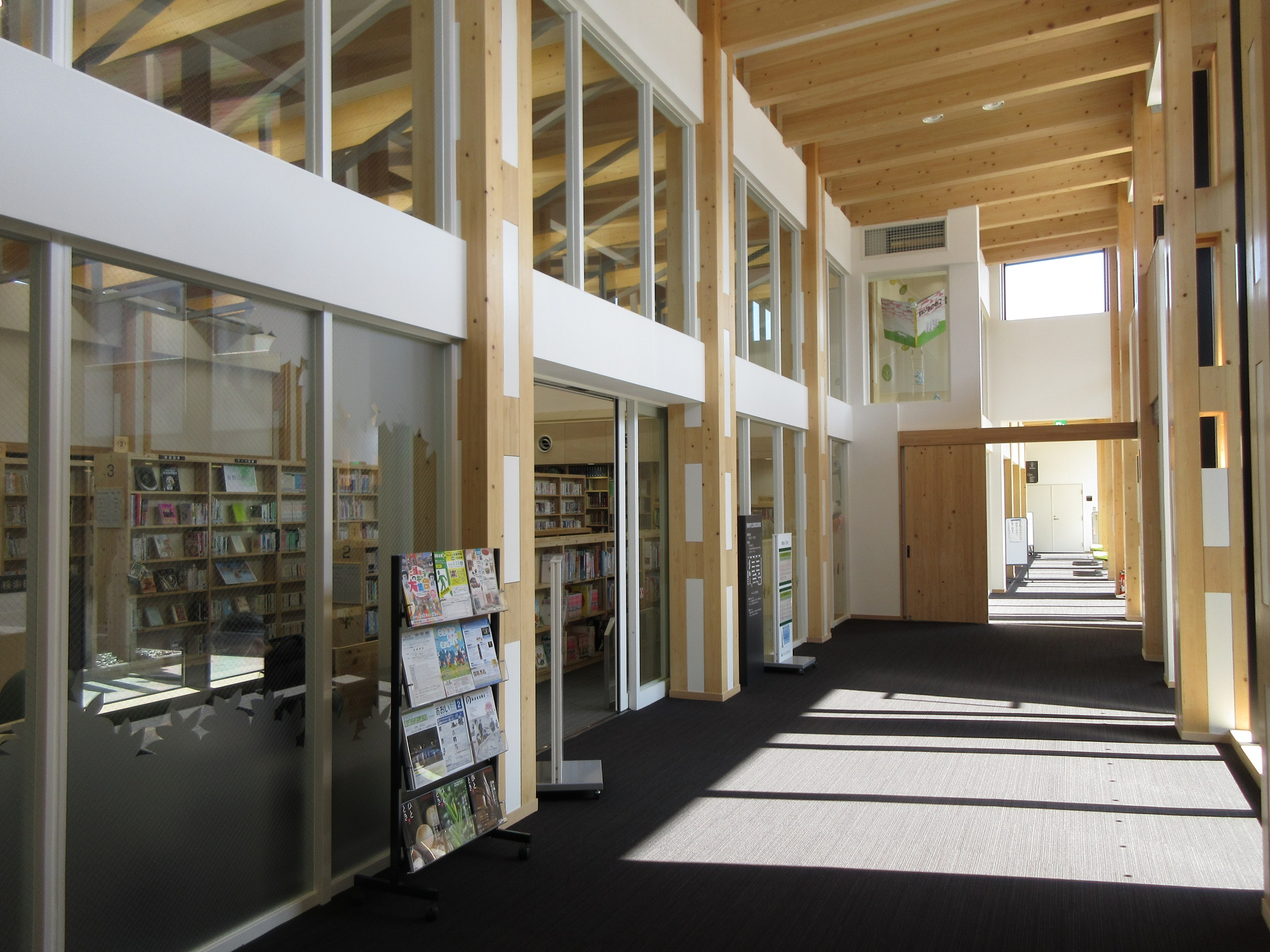
岡崎市立額田図書館

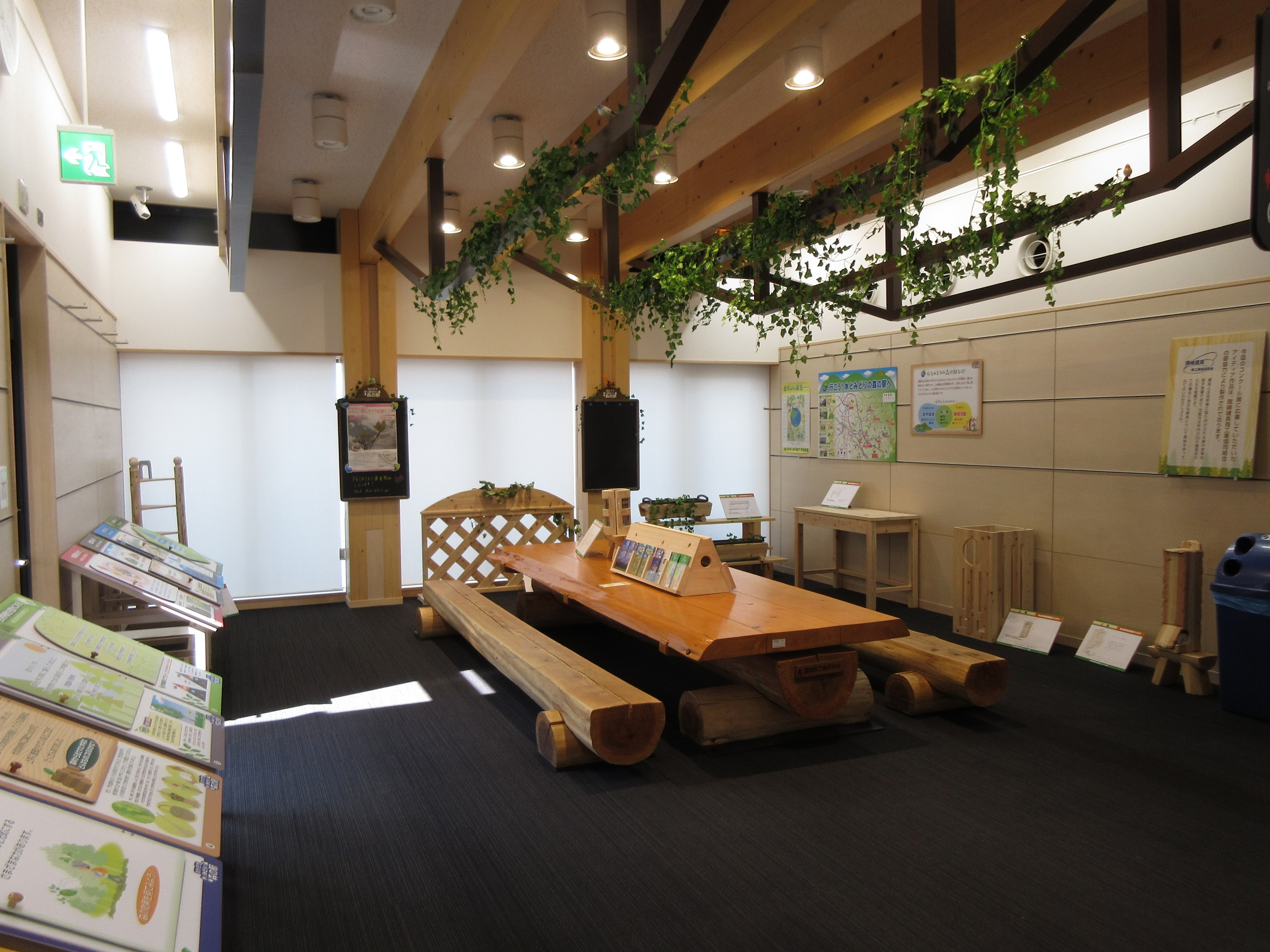
森の駅情報コーナー

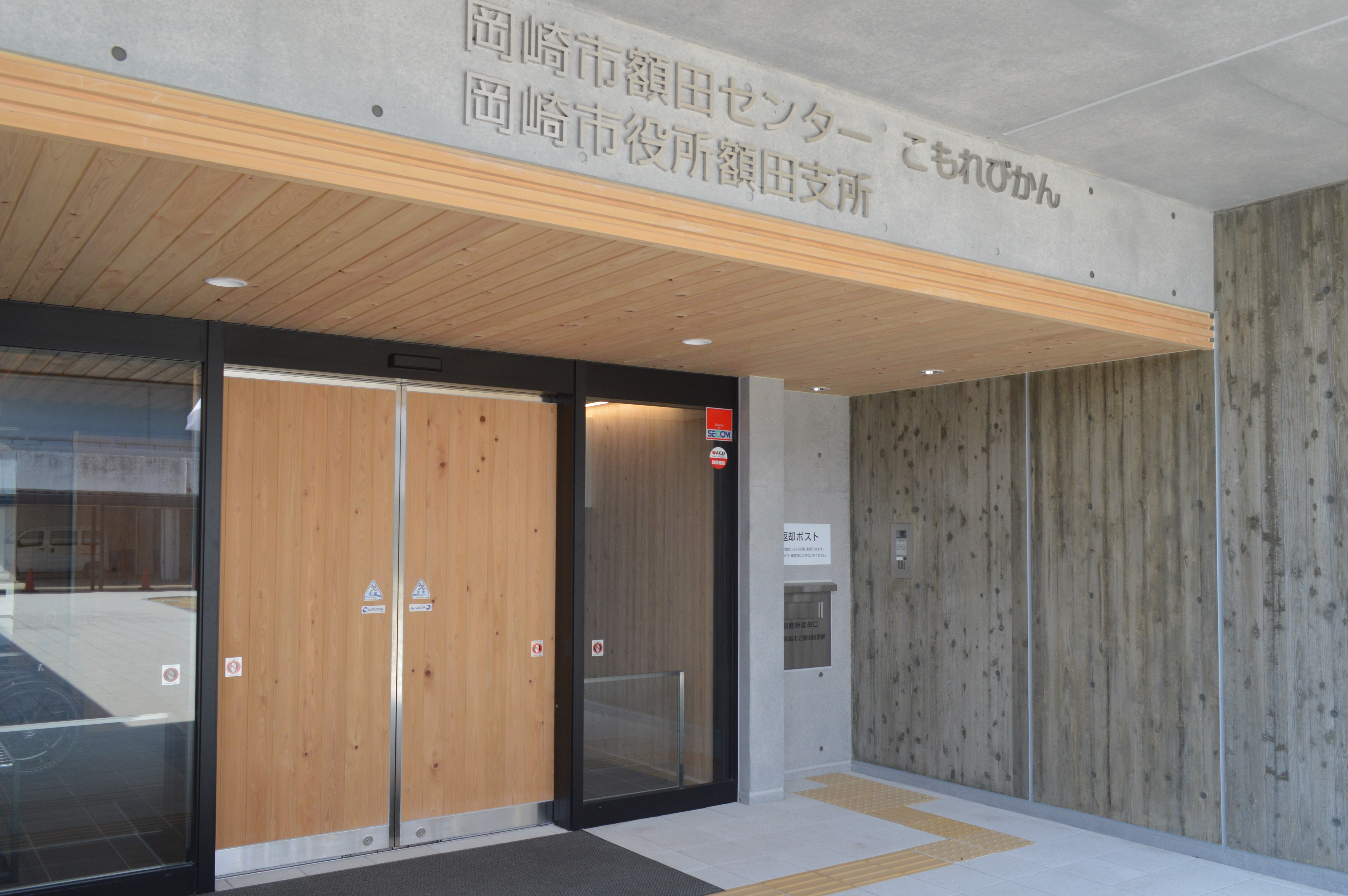
入口

岡崎市額田センター（おかざきしぬかたセンター）は、岡崎市樫山町にある公共施設。岡崎市役所額田支所、岡崎市立額田図書館があるほか、旧ぬかた会館、旧森の総合駅の機能を併せ持った複合施設である。愛称は「こもれびかん」。

## 概要
1964年10月に竣工した旧額田町役場は岡崎市との合併以後、額田支所として使用されていたが、耐震性能がないことから額田支所庁舎は2012年12月に閉鎖された。同支所は2013年1月、隣接する「岡崎市自然休養村センター」（2012年7月1日廃止）の建物に移転した。
額田支所や図書館などを集約した施設の建設が計画され始めた2013年当初は、すべて鉄筋コンクリート構造で建設する予定であった。しかし林業関係者を中心に地元産木材を使ってほしいとの声が強く上がり、市は2014年に木造も取り入れる計画に変更した。
岡崎市額田センターの設計は青島設計が行った。工事は2016年9月27日に着手。市は2017年10月10日から11月10日まで愛称の募集を実施。千万町町の団体職員が考案した「こもれびかん」が選ばれた。2017年12月15日に竣工し、2018年2月13日にオープンした。建設費は約8億6,788万円。
2019年5月10日、愛知県主催の「第2回あいち木づかい表彰」建築物部門において最優秀賞に選ばれた。 

## 額田支所
開庁時間は8:30～17:15。閉庁日は土日曜日、祝日、年末年始（12月29日から1月3日まで）。
行政関係機関としては支所のほか、岡崎市役所林務課、同道路維持課額田地区係、福祉総合窓口、シルバー人材センター額田支所も入っている。

## 図書館
利用時間は9:00～19:00。休館日は月曜日（月曜日が祝日にあたる場合は開館し、翌日以後の祝日でない日が休館）、年末年始（12月29日から1月3日まで）。

## その他の施設
開館時間は9:00～21:00。休館日は月曜日（月曜日が祝日にあたる場合は開館し、翌日以後の祝日でない日が休館）、年末年始（12月29日から1月3日まで）。
有料の市民交流施設、森の駅情報コーナー、プレイルーム、印刷室、防災活動室、防災倉庫などがある。
| 区分    | 面積     | 備考                                              |
| ------- | -------- | ------------------------------------------------- |
| 集会室A | 94.62 m2 | 集会室Aと集会室Bは1部屋として使用することが可能。 |
| 集会室B | 94.62 m2 | 同上                                              |
| 研修室  | 60.18 m2 |                                                   |
| 和室A   | 15.60 m2 | 和室Aと和室Bは1部屋として使用することが可能。     |
| 和室B   | 15.60 m2 | 同上                                              |

## 交通アクセス
- 名鉄バス 「額田センター」バス停下車すぐ。